# Європейська конвенція про захист домашніх тварин
Європейська конвенція про захист домашніх тварин — договір Ради Європи щодо сприяння добробуту домашніх тварин та забезпечення мінімальних стандартів їх лікування та захисту. Договір був підписаний 13 листопада 1987 року в Страсбурзі та набув чинності 1 травня 1992 року після ратифікації, щонайменше, чотирма країнами. Дотримання договору відкрите і не обмежується країнами-членами Ради Європи. Станом на 1 вересня 2019 року його ратифікували 24 держави.

## Загальна інформація
8 травня 1979 Парламентська асамблея Ради Європи рекомендувала Комітету міністрів доручити відповідному міжурядовому експертному комітету розробити європейську конвенцію, яка мала б вирішити одразу декілька питань:
• Контроль за торгівлею тваринами:
1. шляхом встановлення суворих гігієнічних норм та добробуту при вирощуванні та продажу тварин;
2. шляхом накладання заборони на ввезення екзотичних тварин, непридатних до європейських кліматичні умови;
3. шляхом заохочення представників торгівлі організовуватися в національні або міжнародні асоціації з метою складання діючого кодексу поведінки;

• Контроль за популяцією тварин:
1. шляхом обов'язкової реєстрації та маркування собак, а можливо, й встановивши спеціальний податок для всіх власників, що проживають у забудованих районах, звільнивши від податку пенсіонерів, сліпих та власників сторожових собак;
2. шляхом запровадження безкоштовної або субсидованої стерилізації собак та котів;
3. шляхом гарантування, що в разі необхідності евтаназії безпритульних тварин з міркувань громадського здоров'я та гігієни, операція проводитиметься кваліфікованим персоналом, використовуючи гуманні та сучасні наукові методи.

У квітні 1980 року спеціальний Комітет експертів із захисту тварин (CAHPA), уповноважений Комітетом міністрів підготувати висновки щодо рекомендацій Парламентської асамблеї, встановив, що питання, порушені в рекомендаціях, повинні вивчався лише після того, як буде завершено роботу над Конвенцією про використання живих тварин в експериментальних цілях. У червні того ж року Комітет міністрів доручив CAHPA розглянути доцільність розробки однієї або декількох міжнародних конвенцій, що регулювали б питання, викладені в рекомендації ПАРЄ. Зрештою, у січні 1981 року Комітет міністрів доручив CAHPA вивчити правові аспекти захисту тварин з метою підготовки відповідних інструментів.
Комітет експертів із захисту тварин розпочав роботу над Конвенцією у листопаді 1983 року. 6 червня 1986 року проект конвенції було подано на розгляд Комітету міністрів, а 26 травня 1987 року текст документу було затверджено після декількох правок.
13 листопада 1987 року Європейську конвенцію про захист домашніх тварин було підписано в французькому місті Страсбург дев'ятьма країнами: Бельгією, Грецією, Данією, Італією, Люксембургом, Нідерландами, Норвегією та Португалією. Документ набув чинності 1 травня 1992 року після ратифікації його чотирма країнами.

## Зміст
Європейська конвенція про захист домашніх тварин складається з семи розділів:
1. Загальні положення
2. Принципи утримання домашніх тварин
3. Додаткові заходи для безпритульних тварин
4. Інформація та освіта
5. Багатосторонні консультації
6. Поправки
7. Заключні положення

## Країни-учасниці
| Країна                                                                     | Підписано         | Ратифіковано      | Набрала чинності |
| -------------------------------------------------------------------------- | ----------------- | ----------------- | ---------------- |
| Австрія                                                                    | 2 жовтня 1997     | 10 серпня 1999    | 1 березня 2000   |
| Азербайджан                                                                | 22 жовтня 2003    | 19 жовтня 2007    | 1 травня 2008    |
| Бельгія                                                                    | 13 листопада 1987 | 20 грудня 1991    | 1 липня 1992     |
| Болгарія                                                                   | 21 травня 2003    | 20 липня 2004     | 1 лютого 2005    |
| Греція                                                                     | 13 листопада 1987 | 29 квітня 1992    | 1 листопада 1992 |
| Данія                                                                      | 13 листопада 1987 | 20 жовтня 1992    | 1 травня 1993    |
| Італія                                                                     | 13 листопада 1987 | 19 квітня 2011    | 1 листопада 2011 |
| Іспанія                                                                    | 9 жовтня 2015     | 19 липня 2017     | 1 лютого 2018    |
| Кіпр                                                                       | 9 грудня 1993     | 9 грудня 1993     | 1 липня 1994     |
| Латвія                                                                     | 1 березня 2010    | 22 жовтня 2010    | 1 травня 2011    |
| Литва                                                                      | 11 вересня 2003   | 19 травня 2004    | 1 грудня 2004    |
| Люксембург                                                                 | 13 листопада 1987 | 25 жовтня 1991    | 1 травня 1992    |
| Нідерланди                                                                 | 13 листопада 1987 | -                 | -                |
| Німеччина                                                                  | 21 червня 1988    | 27 травня 1991    | 1 травня 1992    |
| Норвегія                                                                   | 13 листопада 1987 | 3 лютого 1988     | 1 травня 1992    |
| Португалія                                                                 | 13 листопада 1987 | 28 червня 1993    | 1 січня 1994     |
| Румунія                                                                    | 23 червня 2003    | 6 серпня 2004     | 1 березня 2005   |
| Сербія                                                                     | 2 грудня 2010     | 2 грудня 2010     | 1 липня 2011     |
| Туреччина                                                                  | 18 листопада 1999 | 28 листопада 2003 | 1 червня 2004    |
| Україна                                                                    | 5 липня 2011      | 9 січня 2014      | 1 серпня 2014    |
| Фінляндія                                                                  | 2 грудня 1991     | 2 грудня 1991     | 1 липня 1992     |
| Франція                                                                    | 18 грудня 1996    | 3 жовтня 2003     | 1 травня 2004    |
| Чехія                                                                      | 24 червня 1994    | 23 вересня 1998   | 24 березня 1999  |
| Швеція                                                                     | 14 березня 1989   | 14 березня 1989   | 1 травня 1992    |
| Швейцарія                                                                  | 13 листопада 1990 | 3 листопада 1993  | 1 червня 1994    |
| • В країнах, виділених напівжирним шрифтом, дозволено купірування хвостів. |                   |                   |                  |

Перегляд договору, проведений 1995 року, призвів до незначних змін тексту і дозволив державам-підписантам звільнити себе від деяких зобов'язань. Згодом низка додаткових країн підписали та ратифікували договір, використавши це положення та звільнивши себе від заборони купірування хвостів. Жодна країна, яка ратифікувала договір, не робила застережень щодо інших косметичних операцій, заборонених пунктом 10 (обрізання вух, девокалізація та оніхектомія).
Попри підписання та ратифікацію конвенції Україною, станом на вересень 2019 року її положення так і не було імплементовано до українського законодавства. В 2021 р. набув чинності закон України "Про внесення змін до деяких законодавчих актів України щодо імплементації положень деяких міжнародних угод та директив Європейського Союзу у сфері охорони тваринного та рослинного світу", ним вносяться зміни, зокрема до закону України "Про захист тварин від жорстокого поводження".  Таким чином, положення конвенції імплементовані в Українське законодавство.